# Guido Bentivoglio

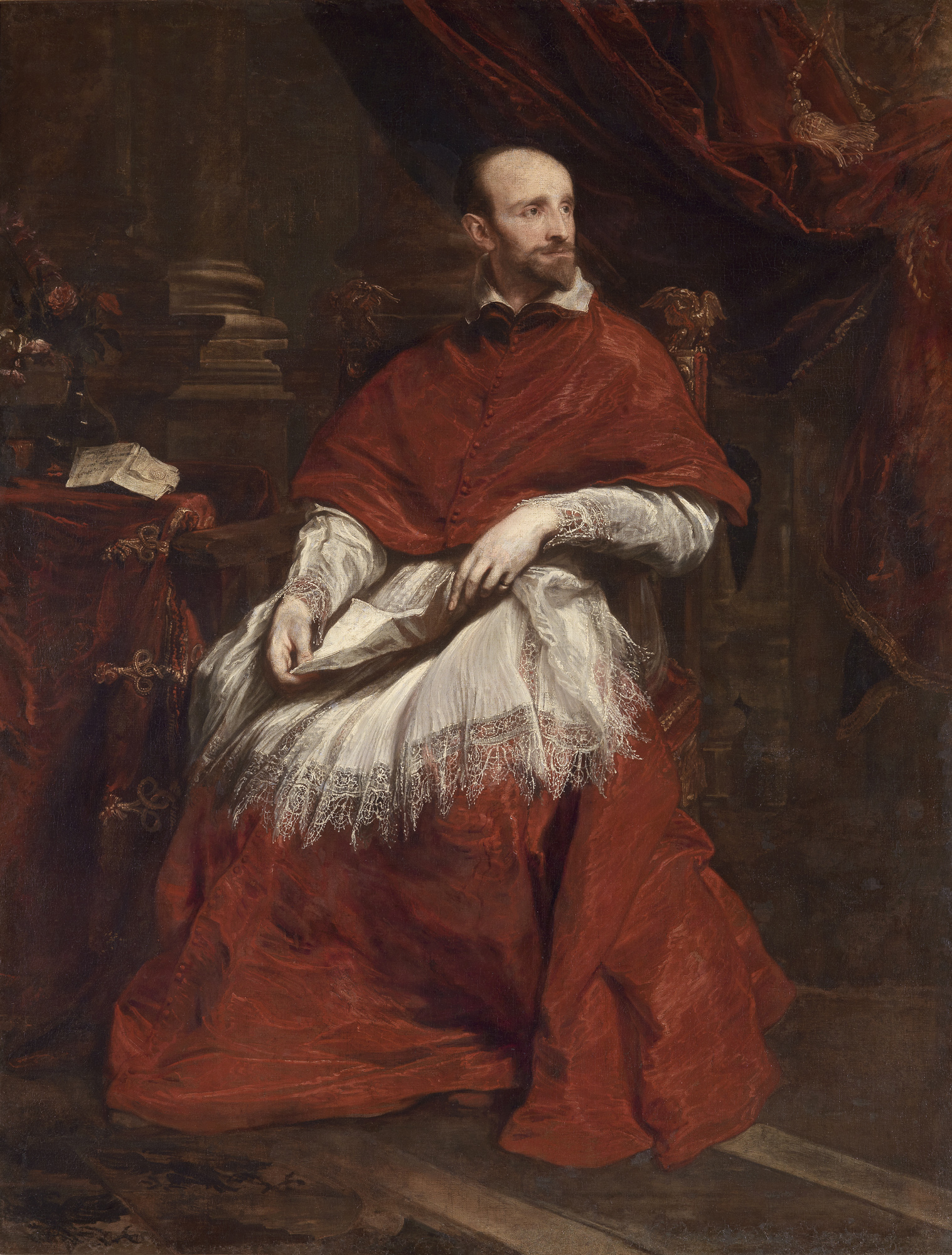
Portret van kardinaal Bentivoglio door Antoon van Dyck in het Palazzo Pitti.

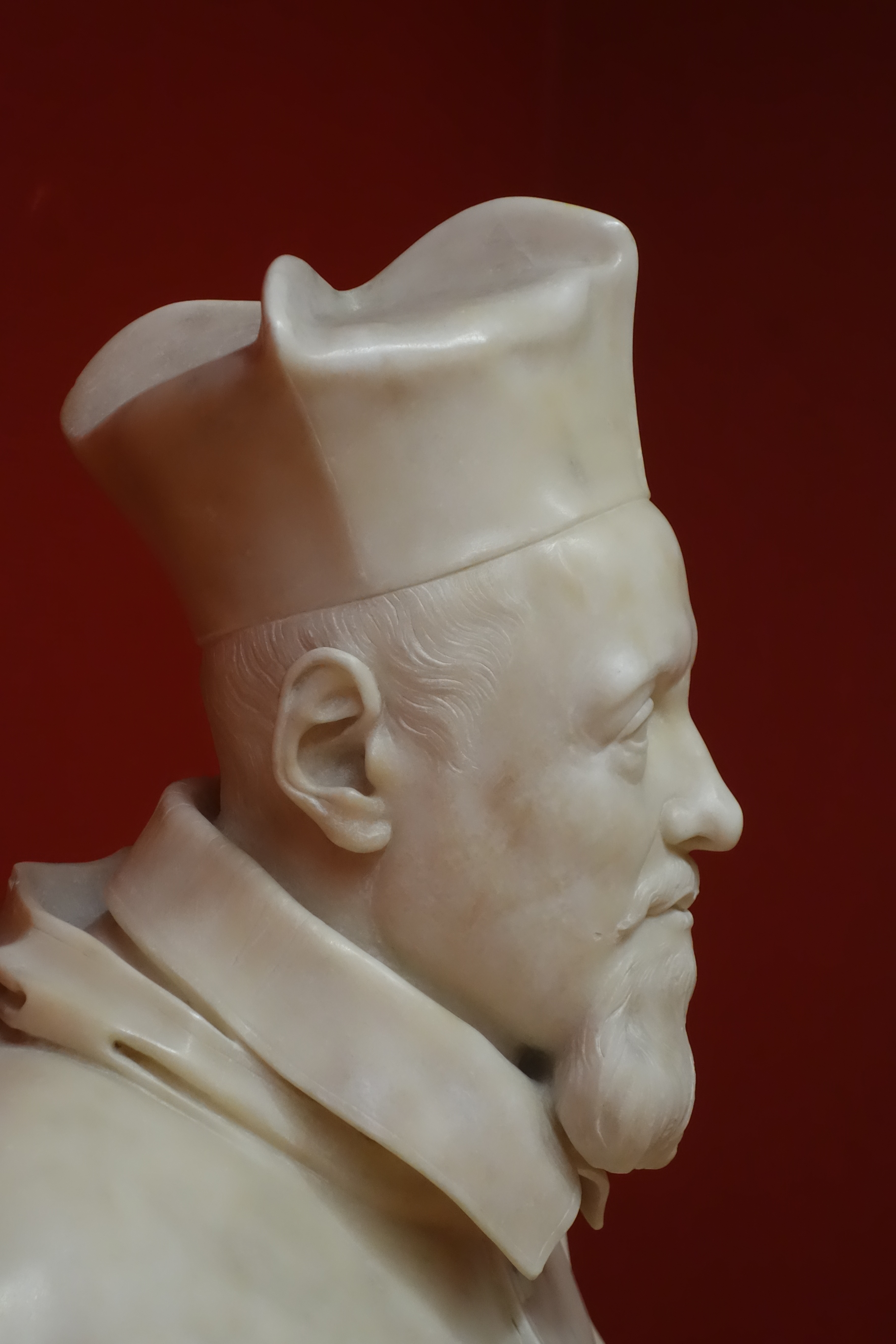
Buste van Bentivoglio door Frans Duquesnoy in de National Gallery of Ireland.

Guido Bentivoglio d'Aragona (Ferrara, 4 oktober 1579 – Rome, 7 september 1644) was een Italiaans kardinaal, diplomaat en historicus.

## Jonge jaren
Guido behoorde tot de Ferrarese tak van de invloedrijke familie Bentivoglio uit Bologna. Hij was de jongste zoon van markies Cornelio Bentivoglio en Isabella Bendidio. Hij studeerde aan de universiteiten van Ferrara en Padua, waar hij in 1598 een doctoraat utroque jure behaalde, om daarna terug in Ferrara de humanistische studies op te nemen die zijn elegante schrijfstijl vormden. De stad, recent onder direct pauselijk gezag gekomen, werd bezocht door paus Clemens VIII, die Bentivoglio aanstelde tot zijn private kamerheer en meenam naar Rome.

## Nuntius in Brussel en Parijs
Onder Clemens' opvolger Paul V werd Bentivoglio op 14 mei 1607 titulair aartsbisschop van Rhodos, met een dispensatie omdat hij vanwege zijn jonge leeftijd nog niet was gewijd. Het ambt was nodig om hem nuntius te kunnen maken aan het hof van Albrecht en Isabella in de Habsburgse Nederlanden (1 juni 1607 – 24 oktober 1615).
Hij arriveerde in Brussel toen de onderhandelingen tussen de Habsburgers en de Republiek over het beëindigen van de Tachtigjarige Oorlog op het punt stonden te beginnen. Na het sluiten van het Twaalfjarig Bestand in april 1609 was hij sterk bezig met de positie van het katholicisme in de Republiek. Door zijn benoeming aan een Habsburgs hof volgde hij ook van nabij de laatste regeringsjaren en de opvolging van keizer Rudolf II. Andere zaken waarop hij zich concentreerde waren de erfopvolging van Kleef, waaruit de Dertigjarige Oorlog zou opvlammen, de vlucht van prins de Condé uit Frankrijk als protest tegen de scheiding en het hertrouwen van koning Hendrik IV, en de vervolging van katholieken in Engeland en Ierland onder koning Jacobus I. Uit zijn correspondentie kwam Bentivoglio naar voren als een begaafd diplomaat en een volwassen observator.
Na Brussel werd Bentivoglio nuntius aan het Franse hof (1616-1621), waar hij getuige was van het woelige regentschap van Maria de' Medici, de val van Concino Concini door toedoen van Lodewijk XIII en diens favoriet Charles d'Albert, en de eerste  Hugenotenopstanden. Naar aanleiding van de bijeenkomst van hugenoten in Loudun in 1619, schreef Bentivoglio het rapport Breve relazione degli ugonotti di Francia, waarin hij betoogde dat de protestanten met hun places de sûreté een republiek binnen de staat vormden, waarmee de koning kon en moest afrekenen. Bentivoglio was nuntius in Frankrijk geworden in hetzelfde jaar dat Richelieu toetrad tot de koninklijke raad. De ambities van de jonge prelaat waren Bentivoglio niet ontgaan, maar hij gebruikte hem om de invloed van Louis Rucellai op de koningin uit te schakelen, waardoor hij onrechtstreeks de positie van Richelieu zelf versterkte.
De koning beloonde zijn diensten als nuntius met een aanstelling op 11 juli 1622 tot bisschop van Riez, een ambt waaruit Bentivoglio op 16 oktober 1625 ontslag zou nemen.

## Kardinaal in Rome
Naar goed gebruik kreeg Bentivoglio na zijn termijn in Frankrijk op 11 januari 1621 de kardinaalshoed. Zijn eerste titulaire kerk was de San Giovanni a Porta Latina (geïnstalleerd op 17 mei 1621), gevolgd door de Santa Maria del Popolo (26 oktober 1622), de Santa Prassede (7 mei 1635) en de Santa Maria in Trastevere (28 maart 1639). Op 1 juli 1641 benoemde zijn dichte vriend paus Urbanus VIII hem tot suburbicair bisschop van Palestrina. Tot zijn benoeming in de orde van kardinaal-bisschoppen hadden Lodewijk XIII en Richelieu hem de post van kardinaal-beschermer van Frankrijk toevertrouwd.
Kardinaal Bentivoglio was in Rome inquisiteur-generaal en voerde als zodanig het proces tegen Galilei. Hij was hem gunstig gezind maar ondertekende niettemin op 22 juni 1633 mee de pauselijke veroordeling, mogelijk omdat hij een verzachting ervan had bekomen. Bentivoglio was in 1644 de voornaamste kandidaat om Urbanus op te volgen, maar hij stierf in verdachte omstandigheden kort na de opening van het conclaaf. Zijn graf is in de San Silvestro al Quirinale te Rome.

## Kunstpatroon
Bentivoglio nam Girolamo Frescobaldi mee naar Brussel als huiscomponist. Hij hielp hem in Antwerpen madrigalen uit te geven.
Bij zijn terugkeer naar Rome in 1621 kocht Bentivoglio het nieuwe palazzo van Scipione Borghese op de Quirinaal. 
Filippo Baldinucci, de biograaf van Claude Lorrain, stelt dat Bentivoglio de carrière van de artiest lanceerde door de aankoop van twee landschappen, wat Lorrain onder de aandacht van Urbanus VIII bracht.
De kardinaal bestelde in 1622 zijn portret bij Antoon van Dyck en liet rond 1638 zijn buste maken door Frans Duquesnoy in Rome.

## Publicaties
- Della guerra di Fiandra (beste editie: Keulen, 1633-39: Franse vertaling door abbé Loiseau in 1769: L'Histoire de la Guerre des Flandres)
- Relazioni di G. Bentivoglio in tempo delle sue Nunziature di Fiandra e di Francia (Keulen, 1630; Antwerpen, 1639)
- Lettere diplomatiche di Guido Bentivoglio (Brussel, 1631)
- Costantino Panigada (ed.), Memorie e Lettere, 1934
- Raffaele Belvederi (ed.), Guido Bentivoglio, Diplomatico, 2 dln., 1947 (correspondentie uit Brussel)

Zijn verzameld werk verscheen te Venetië in 1668 en te Milaan in 1806-07 (5 vol. in-8).

## Voetnoten
1. ↑  Simona Negruzzo, "Les réformés vus par le cardinal Guido Bentivoglio (1577-1644)" in: Un parcours en protestantisme II, eds. Julien Léonard en Noémie Recous, 2023, §§ 5-6. DOI:10.4000/books.larhra.9515

- Bibsys: 6008953
- Biblioteca Nacional de España: XX853770
- Bibliothèque nationale de France: cb12367039x (data)
- Biografisch Portaal: 19388165
- Catàleg d'autoritats de noms i títols de Catalunya: 981058529704806706
- CiNii: DA04077980
- Digitale Bibliotheek voor de Nederlandse Letteren: bent066
- Gemeinsame Normdatei: 11924358X
- International Standard Name Identifier: 0000 0001 1797 6497
- Library of Congress Control Number: n85088661
- Nationale Bibliotheek van Tsjechië: ola2007404866
- Nationale bibliotheek van Australië: 35899504
- Nationale Bibliotheek van Israël: 987007272787805171
- Nationale en Universitaire bibliotheek Zagreb: 000371513
- Nederlandse Thesaurus van Auteursnamen: 068392737
- Réseau des bibliothèques de Suisse occidentale: 02-A002991651
- RKD-Nederlands Instituut voor Kunstgeschiedenis: 444162
- Istituto Centrale per il Catalogo Unico: MILV101248
- LIBRIS: 172958
- SNAC: w6ww8jxm
- Système universitaire de documentation: 035671262
- Museum of New Zealand Te Papa Tongarewa: 39570
- Trove: 1137422
- Virtual International Authority File: 20486495
- WorldCat: E39PBJx4k6pmVwxb7BrJRdDQbd